# ARD alpha
ARD alpha ist ein deutscher Bildungskanal im Fernsehen, der am 7. Januar 1998 unter Federführung des Bayerischen Rundfunks als BR-alpha auf Sendung ging. Am 29. Juni 2014 wurde er in ARD-alpha umbenannt. Der Bindestrich im Namen entfällt seit Oktober 2021.

## Geschichte

### BR-alpha (1998–2014)
Der Fernseh-Bildungskanal BR-alpha startete als 24-Stunden-Angebot am 7. Januar 1998. Ausgestrahlt wurde das Programm des Spartensenders ursprünglich analog über Astra und in diversen Kabelnetzen. Der Schwerpunkt des Spartenprogramms wurde auf die Bereiche Bildung, Information und Service gelegt. Im Sommer 1998 begann auch die digitale Ausstrahlung über Astra. Am 28. November 2000 unterzeichneten die Intendanten der Landesrundfunkanstalten erstmals eine Verwaltungsvereinbarung über die Zusammenarbeit mit dem BR-Bildungskanal BR-alpha.
Von 1998 bis 2018 sendete BR-alpha bzw. ARD-alpha die Tagesschau vor 25 Jahren; seit 2018 läuft parallel zu tagesschau24 die Tagesschau vor 20 Jahren. Sendedatum ist in der Regel gegen Mitternacht. Bis 2020 wurde zudem sonntagmorgens der Wochenspiegel vor 25 Jahren gezeigt.
Am 30. September 2002 startete Planet Wissen, die gemeinsame Wissenssendung von BR-alpha, WDR und SWR, die auch ein umfangreiches Internetangebot anbietet. Mit dem Start des digitalen Antennenfernsehens in Bayern am 30. Mai 2005 begann auch BR-alpha seine Ausstrahlung über DVB-T.
Zum zehnjährigen Bestehen wurde am 16. Februar 2008 das Programmschema überarbeitet. Neben Beiträgen zum Thema Berufsorientierung startete das Jugendmagazin freiraum. Zugleich wurden mit den Sendungen W wie Wissen und Faszination Wissen zwei Wissensformate vom Bayerischen Fernsehen und aus dem Ersten übernommen.
Am 9. August 2009 wechselte die Jugendsendung on3-südwild vom Bayerischen Fernsehen zu BR-alpha. Am 27. Juni 2010 erhielt Andreas Höfer für die BR-alpha-Filmproduktion Empathie – Stumme Schreie den Deutschen Kamerapreis in der Kategorie Fernsehfilm/Dokudrama.

### ARD-alpha (seit 2014)
BR-alpha wurde zum 29. Juni 2014 in ARD-alpha umbenannt. Eine Schema-Umstellung fand bereits am 28. Juni 2014 statt. Die Finanzierung sowie die rundfunkrechtliche Verantwortung für den Sender liegen weiterhin in der Hand des BR, jedoch erhofft man sich, auch Beiträge aus anderen ARD-Anstalten für ARD-alpha gewinnen zu können. Im Zuge der nationalen Ausrichtung wird seit der Namensänderung statt der BR-Rundschau die Tagesschau aus Hamburg ins Programm genommen. Die Kooperation mit dem österreichischen ORF wird fortgesetzt; die hier produzierten Inhalte wechselten den Sendeplatz. Laut dem privatwirtschaftlichen Branchendienst DWDL.de gibt es nach wie vor grundsätzliche Überlegungen zum Fortbestand von ARD-alpha:

„Fand BR-alpha in den vergangenen Jahren in der öffentlichen Wahrnehmung kaum Beachtung, stellt sich nun durchaus die Frage, was die ARD mit dem Bildungssender überhaupt möchte.“

### ARD alpha (seit 2021)
Seit Oktober 2021 entfällt der Bindestrich im Namen von ARD(-)alpha. Der Bayerische Rundfunk als federführende Landesrundfunkanstalt verzichtet in den veröffentlichten Pressemitteilungen und in der sonstigen Außenkommunikation seit dem 14. Oktober 2021 auf den Bindestrich. In der satellitären und terrestrischen Programmverbreitung wurde die Umbenennung ab dem 25. Oktober 2021 umgesetzt.
Aufgrund einer angestrebten Reform im Rundfunkstaatsvertrag, die vorsieht, die öffentlich-rechtlichen Spartenkanäle zu bündeln, gilt eine Einstellung des linearen TV-Programms von ARD alpha bis 2027, spätestens aber bis Ende 2032 als wahrscheinlich. Die Rundfunkkommission der Länder schlug 2024 eine Kooperation mit ZDFinfo vor.

## Zuschauerakzeptanz
Der Marktanteil von ARD alpha bewegt sich im Zehntelprozentbereich und liegt in Bayern weit unter arte und dem Kinderkanal KiKA. 2007 lag der Marktanteil von damals BR-alpha bei 0,1 %. Die letzte Funkanalyse Bayern 2014 von TNS Infratest Media Research weist für ARD alpha einen Marktanteil von 0,3 % aus. Verantwortlicher Leiter von ARD alpha ist Andreas Bönte.

## Programm
Das 24-Stunden-Programm von ARD alpha besteht aus Eigenproduktionen des Bayerischen Rundfunks sowie Sendungen anderer ARD-Anstalten und des ORF.
Neben Sprachkursen, Weiterbildungssendungen des Telekollegs sowie Hochschul- und Wissenschaftssendungen umfasst das Programmangebot auch die Bereiche Religion, Musik (insbesondere Mitschnitte der Jazzwoche Burghausen), Philosophie, Literatur, Kunst und Kultur.
Im Morgenprogramm werden Panoramabilder aus Deutschland, Österreich und Südtirol übertragen. Verbunden sind diese mit Informationen und Wettermeldungen zu den touristischen Gebieten.
Montags bis freitags läuft von 12:05 Uhr bis 13 Uhr die Sendung Tagesgespräch, die auch im Radio auf Bayern 2 ausgestrahlt wird.

## Senderlogos

Senderlogo bis Oktober 2007
Senderlogo von Oktober 2007 bis zum 29. Juni 2014
Senderkennung von Oktober 2007 bis zum 29. Juni 2014
Vom Bayerischen Rundfunk beim Deutschen Patent- und Markenamt 2008 registriertes Logo für ARD-alpha
Senderlogo von ARD-alpha seit dem 29. Juni 2014
HD-Logo von ARD-alpha von 2019 bis 2025

## Empfang
ARD alpha ist flächendeckend und bundesweit über das Kabelnetz zu empfangen. Über Satellit (ASTRA 1L digital) ist ARD alpha europaweit zu sehen, seit dem 7. Januar 2019 auch in HD. Zudem wird der Kanal in Bayern über DVB-T2 HD (ebenfalls in Dolby Digital 5.1) verbreitet. Ein Empfang über das Internet ist z. B. über die Plattform Telekom Entertain möglich sowie als Livestream über die ARD Mediathek.
Seit dem 14. Dezember 2021 wird ARD alpha über Satellit ausschließlich in HD-Qualität verbreitet.